# Dansk Film-Avis nr. 579
Dansk Film-Avis nr. 579 er en dansk Ugerevy med dokumentariske optagelser fra 1942. Filmene blev produceret af UFA film A/S, der var ejet af det tyske UFA, der var ejet af den tyske stat.
Den dansk producerede Dansk Film-Avis var en nazistisk ugerevy og udkom i årene 1941-1945. Den bestod typisk af tre dele: dansk stof, optaget af danske kameramænd, tysk stof fra Tyskland og reportager fra fronten, produceret af Deutsche Wochenschau.

## Handling
1. Privatbanen fra Hirtshals, der før havde sin egen station i Hjørring, tilsluttes nu Hjørring Statsbanestation. Linien Hirtshals-Hjørring bliver nu led i fremtidens trafikrute fra Norge over Hirtshals og sydpå til det øvrige Europa. Generaldirektør Peter Knutzen overværer sammen med en række af egnens ledende mænd højtideligheden.

2. Berlin: Prøvetur med ny propeldrevet bådtype.

3. Udstillingen "Dansk Initiativ" åbnes i Forum i overværelse af Kronprins Frederik. Rundtur på udstillingen.

4. Cykelløb i Kroatien. Tyskland sejrer foran Schweiz.

5. Den tyske ungdoms interesse for svæveflyvning vokser stadig. Kunstflyvning.

6. Natten mellem den 19. og 20. august 1942 har engelske flyvere atter overfløjet Danmark. Brandbomber nedkastet i Sønderjylland, civile mål rammes. Operationens formål var at ramme ubådsværftet i Flensborg, men de fly, der skulle markere målet, tog fejl. Indslaget er ikke i sin fulde længde.